# أنتوني يارد
أنتوني دواين دنكان يارد (من مواليد 13 أغسطس 1991) ملاكم بريطاني محترف تحدى لقب الوزن الخفيف الوزن الثقيل منظمة الملاكمة العالمية في عام 2019.